# Kansas City Chiefs 2012
La stagione 2012 dei Kansas City Chiefs è stata la 43ª nella National Football League e la 53ª complessiva. Nell'unica stagione di Romeo Crennel come capo-allenatore, dopo che aveva allenatore ad interim nelle ultime tre gare della stagione precedente, la squadra terminò con il peggiore record della NFL, 2-14, guadagnando la prima scelta assoluta nel Draft NFL 2013.

## Roster
| Roster dei Kansas City Chiefs nel 2012 |
| --- |
| Quarterback - 7 Matt Cassel - 9 Brady Quinn - 12 Ricky Stanzi Running Back - 25 Jamaal Charles - 49 Patrick DiMarco FB - 20 Shaun Draughn - 45 Nate Eachus FB - 32 Cyrus Gray - 40 Peyton Hillis RB/FB Wide Receiver - 89 Jon Baldwin - 15 Steve Breaston - 88 Junior Hemingway - 22 Dexter McCluster - 84 Jamar Newsome - 19 Devon Wylie Tight End - 87 Steve Maneri - 81 Tony Moeaki Offensive Linemen - 76 Branden Albert T - 71 Jeff Allen G/T - 73 Jon Asamoah G - 66 Russ Hochstein C/G - 65 Ryan Lilja G - 64 Bryan Mattison C - 67 Rich Ranglin G - 79 Donald Stephenson T - 74 Eric Winston T Defensive Linemen - 94 Tyson Jackson DE - 75 Ropati Pitoitua DE - 92 Dontari Poe NT - 95 Jerrell Powe NT - 90 Shaun Smith DE - 98 Anthony Toribio NT Linebacker - 93 Cory Greenwood ILB - 91 Tamba Hali OLB - 50 Justin Houston OLB - 56 Derrick Johnson ILB - 99 Edgar Jones OLB - 52 Brandon Siler ILB - 96 Andy Studebaker OLB - 57 Leon Williams ILB Defensive Back - 21 Javier Arenas CB - 11 Josh Bellamy CB/WR - 29 Eric Berry SS - 30 Jalil Brown CB - 34 Travis Daniels CB - 27 Abram Elam SS - 24 Brandon Flowers CB - 31 Tysyn Hartman FS - 23 Kendrick Lewis FS - 38 Neiko Thorpe FS Special Team - 2 Dustin Colquitt P - 43 Thomas Gafford LS - 6 Ryan Succop K Lista delle riserve - 97 Allen Bailey DE (IR) - 80 Kevin Boss TE (IR) - 82 Dwayne Bowe WR (IR) - 10 Terrance Copper WR (IR) - 72 Glenn Dorsey DE (IR) - 61 Rodney Hudson C/G (IR) - 41 Kyle McCarthy SS (IR) - 49 DeQuan Menzie CB (IR) - 85 Jake O'Connell TE (IR) - 83 Martin Rucker TE (IR) - 4 Alex Tanney QB (IR) Squadra di allenamento - 48 DeMarco Cosby TE - 26 Jose Gumbs SS - 70 David Mims OT - 77 Luke Patterson OT/DE (Practice squad/Injured) - 55 Quan Sturdivant ILB - 14 Matt Szymanski P - 68 Dustin Waldron G/T |
| Legenda - I rookie sono in corsivo. - Il primo ruolo è il principale mentre gli eventuali successivi indicano i ruoli secondari. - (IR) sta per Injured Reserve ed indica la lista ristretta per un solo giocatore infortunato che può tornare ad allenarsi dopo la settimana 6 e a rientrare in prima squadra dopo che questa ha giocato 8 partite. - (NF-Inj.) / (NF-Ill.) stanno rispettivamente per Non-Football Injured e Non-Football Illness ed indicano le liste dove viene inserito un giocatore che ha un infortunio o una malattia non dipendente dal football americano. - (PUP) sta per Physically Unable to Perform ed indica la lista dove viene inserito un giocatore mentre è in attesa di recuperare la condizione fisica. Nella stagione regolare dopo la sesta partita giocata dalla propria squadra, il giocatore ha tempo tre settimane per riprendere ad allenarsi, più tre settimane aggiuntive dal suo rientro agli allenamenti per rientrare in prima squadra. |

## Calendario
| Stagione regolare |                    |                         |                    |                    |                                     |                    |
| Turno             | Data               | Avversario              | Risultato          | Record             | Stadio                              | Sintesi            |
| 1                 | 9 settembre        | Atlanta Falcons         | S 24–40            | 0–1                | Arrowhead Stadium                   | Recap              |
| 2                 | 16 settembre       | at Buffalo Bills        | S 17–35            | 0–2                | Ralph Wilson Stadium                | Recap              |
| 3                 | 23 settembre       | at New Orleans Saints   | V 27–24 (DTS)      | 1–2                | Mercedes-Benz Superdome             | Recap              |
| 4                 | 30 settembre       | San Diego Chargers      | S 20–37            | 1–3                | Arrowhead Stadium                   | Recap              |
| 5                 | 7 ottobre          | Baltimore Ravens        | S 6–9              | 1–4                | Arrowhead Stadium                   | Recap              |
| 6                 | 14 ottobre         | at Tampa Bay Buccaneers | S 10–38            | 1–5                | Raymond James Stadium               | Recap              |
| 7                 | Settimana di pausa | Settimana di pausa      | Settimana di pausa | Settimana di pausa | Settimana di pausa                  | Settimana di pausa |
| 8                 | October 28         | Oakland Raiders         | S 16–26            | 1–6                | Arrowhead Stadium                   | Recap              |
| 9                 | 1º novembre        | at San Diego Chargers   | S 13–31            | 1–7                | Qualcomm Stadium                    | Recap              |
| 10                | 12 novembre        | at Pittsburgh Steelers  | S 13–16 (DTS)      | 1–8                | Heinz Field                         | Recap              |
| 11                | 18 novembre        | Cincinnati Bengals      | S 6–28             | 1–9                | Arrowhead Stadium                   | Recap              |
| 12                | 25 novembre        | Denver Broncos          | S 9–17             | 1–10               | Arrowhead Stadium                   | Recap              |
| 13                | 2 dicembre         | Carolina Panthers       | V 27–21            | 2–10               | Arrowhead Stadium                   | Recap              |
| 14                | 9 dicembre         | at Cleveland Browns     | S 7–30             | 2–11               | Cleveland Browns Stadium            | Recap              |
| 15                | 16 dicembre        | at Oakland Raiders      | S 0–15             | 2–12               | O.co Coliseum                       | Recap              |
| 16                | 23 dicembre        | Indianapolis Colts      | S 13–20            | 2–13               | Arrowhead Stadium                   | Recap              |
| 17                | 30 dicembre        | at Denver Broncos       | S 3–38             | 2–14               | Sports Authority Field at Mile High | Recap              |

Nota: gli avversari della propria division sono in grassetto.

## Classifiche
| AFC West           |    |    |   |      |     |      |     |     |     |
|                    | V  | S  | P | %    | DIV | CONF | PF  | PS  | STR |
| (1) Denver Broncos | 13 | 3  | 0 | .813 | 6–0 | 10–2 | 481 | 289 | V11 |
| San Diego Chargers | 7  | 9  | 0 | .438 | 4–2 | 7–5  | 350 | 350 | V2  |
| Oakland Raiders    | 4  | 12 | 0 | .250 | 2–4 | 4–8  | 290 | 443 | S2  |
| Kansas City Chiefs | 2  | 14 | 0 | .125 | 0–6 | 0–12 | 211 | 425 | S4  |